# Gabriel Gratet du Bouchage
Pour les articles homonymes, voir Famille de Gratet du Bouchage.
Gabriel Gratet du Bouchage est un homme politique français né le 8 juin 1777 à Grenoble (Isère) et décédé le 11 février 1872 à Pau (Pyrénées-Atlantiques).

## Biographie
Neveu et fils adoptif de François-Joseph de Gratet, ministre de la Marine, il est fils d'un préfet de l'Empire. Maire de Brangues en 1802, il est député de l'Isère de 1815 à 1816, siégeant avec les ultras au sein de la Chambre introuvable. Il entre à la chambre des pairs en 1823, succédant à son oncle. Il y reste sous la Monarchie de Juillet, y devenant un des leaders de l'opposition légitimiste.

## Sources
- « Gabriel Gratet du Bouchage », dans Adolphe Robert et Gaston Cougny, Dictionnaire des parlementaires français, Edgar Bourloton, 1889-1891 [détail de l’édition]